# کودجو لابا
کودجو فو دوه لابا (زاده ۲۷ ژانویه ۱۹۹۲)، بازیکن فوتبال اهل توگو است که به عنوان مهاجم برای العین در لیگ امارات بازی می‌کند.

## دوران باشگاهی
لابا، زاده لومه است و برای Anges FC ،US Bitam و RS Berkane، به میدان رفته است.   وی در ژوئن ۲۰۱۹، با امضای قراردای به العین پیوست. 

## دوران ملی
او در سال ۲۰۱۶، نخستین بازی ملی خود را انجام داد.  لابا در ترکیب توگو برای جام ملت های آفریقا ۲۰۱۷، قرار داشت. 

### گل‌های ملی
گل‌ها و نتایج، نخست، گل توگو را نشان می‌دهند. 
| #  | تاریخ          | مکان                                        | حریف     | گل وی | نتیجه | رویداد                               |
| -- | -------------- | ------------------------------------------- | -------- | ----- | ----- | ------------------------------------ |
| ۱  | ۵ ژوئن ۲۰۱۶    | Antoinette Tubman Stadium، مونروویا، لیبریا | لیبریا   | ۲–۲   | ۲–۲   | مرحله مقدماتی جام ملت‌های آفریقا ۲۰۱۷ |
| ۲  | ۴ سپتامبر ۲۰۱۶ | Stade de Kégué، لومه، توگو                  | جیبوتی   | ۳–۰   | ۵–۰   | مرحله مقدماتی جام ملت‌های آفریقا ۲۰۱۷ |
| ۳  | ۹ اکتبر ۲۰۱۶   | Stade de Kégué، لومه، توگو                  | موزامبیک | ۱–۰   | ۲–۰   | دوستانه                              |
| ۴  | ۹ اکتبر ۲۰۱۶   | Stade de Kégué، لومه، توگو                  | موزامبیک | ۲–۰   | ۲–۰   | دوستانه                              |
| ۵  | ۲۴ ژانویه ۲۰۱۷ | Stade de Port-Gentil، پورت جنتیل، گابن      | Congo DR | ۱–۲   | ۱–۳   | جام ملت‌های آفریقا ۲۰۱۷               |
| ۶  | ۴ ژوئن ۲۰۱۷    | Stade Paul Le Cesne، مارسی، فرانسه          | کومور    | ۱–۰   | ۲–۰   | دوستانه                              |
| ۷  | ۱۲ نوامبر ۲۰۱۷ | Stade de Kégué، لومه، توگو                  | موریس    | ۲–۰   | ۶–۰   | دوستانه                              |
| ۸  | ۱۲ نوامبر ۲۰۱۷ | Stade de Kégué، لومه، توگو                  | موریس    | ۳–۰   | ۶–۰   | دوستانه                              |
| ۹  | ۱۲ نوامبر ۲۰۱۷ | Stade de Kégué، لومه، توگو                  | موریس    | ۵–۰   | ۶–۰   | دوستانه                              |
| ۱۰ | ۱۲ نوامبر ۲۰۱۷ | Stade de Kégué، لومه، توگو                  | موریس    | ۶–۰   | ۶–۰   | دوستانه                              |
| ۱۱ | ۱۸ نوامبر ۲۰۱۸ | Stade Municipal، لومه، توگو                 | الجزایر  | ۱–۳   | ۱–۴   | مرحله مقدماتی جام ملت‌های آفریقا ۲۰۱۹ |
| ۱۲ | ۶ سپتامبر ۲۰۱۹ | Stade de Moroni، مورونی، اتحاد قمر          | کومور    | ۱–۰   | ۱–۱   | مرحله مقدماتی جام جهانی فوتبال ۲۰۲۲  |